# 46-й Вирджинский пехотный полк
46-й Вирджинский пехотный полк (англ. The 46th Virginia Volunteer Infantry Regiment) — был пехотным полком, набранным в штате Вирджиния во время Гражданской войны в США. Он сражался в основном в Вирджинии и в Южной Каролине.
46-й Вирджинкий был сформирован в августе 1861 года. Он был сразу направлен в Северную Каролину и включён в бригаду Генри Уайза. Несколько рот полка попали в плен в ходе сражения при Роанок-Айленд в феврале 1862 года. Впоследствии полк участвовал в Семидневной битве, где числился в бригаде Уайза в дивизии Холмеса и командовал им полковник Ричард Дюк. После сражения полк был отправлен на юг, участвовал в обороне Чарльстона, а 3 мая 1864 года вернулся в Вирджинию для обороны Ричмонда. Он был задействован в обороне Петерсберга, в частности, был активно задействован во втором сражении при Петерсберге, где потерял 25 убитыми и 87 ранеными. Полк также участвовал в бою у Воронки, где отбивал атаки 148-го пенсильванского полка. В этом бою в плен попал полковник Рэндольф Харрисон и 13 рядовых.
После сдачи Петерсберга полк отступал к Аппоматтоксу, участвовал в сражении при Сайлерс-Крик, после которого полки бригады Уайза сумели избежать окружения и воссоединиться с остальной армией. На момент капитуляции 9 апреля в полку оставалось 15 офицеров и 116 рядовых.